# كرسول ثنائي القنابات
كرسول ثنائي اللون (الاسم العلمي:Crassula bibracteata) هو نوع نباتي يتبع جنس الكرسول من فصيلة الكرسولية.